# Zomerbladroller
De zomerbladroller (Ditula angustiorana) is een nachtvlinder uit de familie Tortricidae, de bladrollers. 
De spanwijdte varieert van 12 tot 18 millimeter.